# Пастка 44
Пастка 44 (англ. Catch .44) — американський бойовик 2011 року.

## Сюжет
Тес, Доун і Кара — три дівчини, які заробляють на життя у Вегасі. Одного разу їх життя круто міняє свій плавний хід, перетворюючись на сюжет детективної історії. Це відбувається після випадкового знайомства Тес з дивним незнайомцем на ім'я Мел, який пропонує дівчатам шанс на краще життя через здійснення «маленького правопорушення». Не довго думаючи, подруги вирішують погодитися на привабливу угоду, ще не знаючи, що чекає їх попереду. Але прагнення змінити життя на краще бере гору, тому подруги виявляються залучені у вир незабутніх пригод і потрапляють в самий центр явно не нудного розвитку подій. Коли дівчата розуміють, що «зіскочити» вже не вийде, їм доводиться йти до кінця, ціною неймовірних зусиль.

## У ролях
- Форест Вітакер — Ронні
- Брюс Вілліс — Мел
- Малін Акерман — Тес
- Ніккі Рід — Кара
- Дебора Енн Волл — Доун
- Бред Дуріф — шериф Коннорс
- Ши Вігхем — Біллі
- Джиммі Лі мол. — Джессі / водій вантажівки
- Джилл Стоуксберрі — Франсін
- П.Дж. Маршалл — заступник Елмор
- Ден Сільвер — бізнесмен Девід
- Майкл Розенбаум — Брендон
- Едрік Браун — Давон
- Крістофер Алан Вівер — чоловік у закусочній
- Аманда Бослі — жінка у закусочній
- Айворі Дортч — офіціантка
- Кевін Бірд — водій Мела, в титрах не вказаний